# Straža pri Dolu
Straža pri Dolu je naselje v Občini Vojnik.